# Arthur Fery
Arthur Fery (12 de julio de 2002) es un tenista profesional británico.
Hizo su debut en el cuadro principal de Grand Slam en invididual en Wimbledon 2023, luego de recibir un wildcard.
Ganó el ITF USA F1 a Alex Michelsen 6-4 2-6 6-4 el 8 de enero de 2023.

## Vida personal
Fery es hijo de Olivia Féry, quien también fue tenista profesional, participó en el cuadro principal de dobles femeninos en el Roland Garros 1991 y representó al equipo de Hong Kong en la Fed Cup cuando se convirtió en residente de Hong Kong. Su padre es Loïc Féry, un empresario francés y presidente del club de fútbol FC Lorient.

## Títulos ATP Challenger (1; 0+1)
| Leyenda             | Individuales | Dobles |
| ------------------- | ------------ | ------ |
| ATP Challenger Tour | 0            | 1      |

### Dobles
| N.º | Fecha              | Torneo                   | Superficie | Compañero    | Oponentes en la final       | Resultado |
| --- | ------------------ | ------------------------ | ---------- | ------------ | --------------------------- | --------- |
| 1.  | 6 de enero de 2024 | Challenger de Nonthaburi | Dura       | Joshua Paris | Pruchya Isaro Maximus Jones | 6-2, 7-5  |